# Miss Atlántico Internacional 1998
O Miss Atlântico Internacional 1999 foi a 4.ª edição do concurso de beleza internacional Miss Atlântico que ocorreu anualmente no Uruguai. Aconteceu em 29 de janeiro de 1999 com a participação de cinco aspirantes ao título. A argentina Sandra Borgeto coroou a uruguaia Maria Isabel Negri como a nova detentora do título. 

## Resultados
| Colocação           | País                           |
| Miss Atlântico 1998 | - Uruguai - Maria Isabel Negri |

### Premiações Especiais
- O concurso distribuiu essa premiação:

| Premiação      | País                            |
| Miss Simpatia  | - México - Katty Fuentes García |
| Miss Elegância | - México - Katty Fuentes García |

## Candidatas
Candidatas que disputaram o concurso este ano:
- Argentina - Analía Bulbra
- Bolívia - Claudia Etmüller
- México - Katty Fuentes García
- Uruguai - Maria Isabel Negri
- Venezuela - Karelys Margarita

## Ligações Externas
- Site oficial do Miss Atlántico Internacional